# Болтин, Евгений Арсеньевич
Евге́ний Арсе́ньевич Бо́лтин (1900―1981) ― советский военный историк, журналист, писатель,  генерал-майор, доктор исторических наук, профессор Дипломатической академии МИД СССР.

## Биография
Родился в 1900 году в Москве в дворянской семье. Род Болтиных ведёт своё начало от татарина Болта, перешедшего в XVI веке на русскую службу. Отец Арсений Александрович ― морской офицер, капитан первого ранга. Дед ― флотский командир Александр Арсеньевич Болтин (1832-1901), который на пароходо-корвете «Америка» стал первооткрывателем на Дальнем Востоке бухты Находка и залива Америка.
В 1918 году Болтин, несмотря на свое дворянское происхождение, вступает в ряды Красной Армии. Окончил Оперативный факультет Военной академии имени М. В. Фрунзе, после этого служил военным инженером.
В ноябре 1931 года назначен начальником опытно-исследовательской части Курсов по подготовке старших инструкторов ПВО, в феврале 1938 года ― начальником учебного отдела штаба Курсов усовершенствования старшего командного состава ПВО, в январе 1935 года назначен старшим руководителем кафедры ПВО Военной академии имени М. В. Фрунзе.
В декабре 1937 года начинает преподавать тактику и технику Противовоздушной обороны в Академии имени Фрунзе. С 1939 по 1940 год был заместителем ответственного редактора «Военно-исторического журнала».
С 1938 по 1941 год стал первым ответственным редактором журнала «Техника – молодежи» и одновременно, с 1940 года, главным редактором газеты «Красная звезда».
После начала Великой Отечественной войны назначен начальником военного отдела Совинформбюро. В 1942 году отправлен в Ташкент для работы в Военной академии. Затем стал начальником оперативного отдела 38-й армии. Участвовал в освобождении Чехословакии и Польши.
После войны преподавал в Военной академии Генерального штаба Вооруженных сил СССР.
Был также заместителем директора Института марксизма-ленинизма, преподавал профессором в Дипломатической академии МИД СССР.
Награждён 28 орденами и медалями. Умер в июле 1981 года в Москве.
Похоронен на Кунцевском кладбище.

## Научная деятельность
Принимал активное участие в разработке научных проблем истории Второй мировой войны и Великой Отечественной войны. Был одним из редакторов 10-томного справочника «Всемирная история» (1955―1965).

## Награды
- Орден Ленина
- Два ордена Красного Знамени
- Два ордена Красной Звезды
- Орден Отечественной войны I степени[3]
- Орден «Знак почёта»

## Сочинения
- Полевая подготовка и политическая работа: Политработа в условиях полевого обучения войск в лагерях / М.-Л.: Государственное издательство Отделения военной литературы, 1929
- Памятка населению по противовоздушной обороне. – Воронеж: Комунна, 1933
- Будь готов в ПВО!: Памятка населению по противовоздушной обороне / Сост. Е. М. Болтин. – Л.: Дорожно-транспортный совет ОСО Октябрьской железной дороги, 1934.
- К двадцатилетию победы над Колчаком. – Омск: Омгиз, 1939.
- Очерки мировой войны 1914-1918 гг. / В соавт. с Ю. М. Вебером. – М.: Государственное военное издательство Наркомата обороны Союза ССР, 1940
- Контрудар Фрунзе и разгром Колчака: Учебное пособие. – М.: Типолитография Военной академии им. Фрунзе, 1946
- Контрнаступление Южной группы Восточного фронта и разгром Колчака (1919 г.). – М.: Военное издательство, 1949
- Материал к лекции на тему «В. И. Ленин и Советские Вооруженные Силы». – М.: Знание, 1956
- Исторический подвиг советского народа в Великой Отечественной войне 1941-1945 гг. – М.: Знание, 1970.
- Внешняя политика СССР на современном этапе: Учебник в 2-х томах / В соавт. с Г. А. Воронцовым, В. В. Гуржий. – М.: 1981
- Памятные годы (1939-1945). – М.: Научная книга, 2002[1].